# Phoradendron tillettii
Phoradendron tillettii är en sandelträdsväxtart som beskrevs av Kuijt. Phoradendron tillettii ingår i släktet Phoradendron och familjen sandelträdsväxter. Inga underarter finns listade i Catalogue of Life.